# Vok ze Sovince
Vok ze Sovince byl moravský šlechtic, který pocházel z rodu pánů ze Sovince.

## Život
Vokovým otcem byl Pavlík ze Sovince a matkou Kateřina z Kunštátu. 
První písemná zmínka o Vokovi pochází z roku 1409, kdy se jeho bratr Ješek zřekl práv na hrad Sovinec a ostatní bratři se zřekli práv na Pňovice, které získal právě Ješek. V roce 1411 žaloval Vok svého bratra , že obsadil jeho část hradu Sovince a jeho část panství. Stalo se tak zřejmě z důvodu jeho nezletilosti. Vok si vzal za ženu Machnu z Meziříčí a Křižanova, se kterou měl pět dětí. Více vystupovat začal až za husitských válek, kdy mu byl svěřen Přerov, který kališníci roku 1427 dobyli. Mimo to získal i město Svitavy. V roce 1434 pečetil Vok landfrýd, při němž moravští páni přijali Albrechta Rakouského jako pána země. Vok ze Sovince však nebyl s králem Zikmundem a jeho zetěm Albrechtem zcela v přátelském vztahu, a tak roku 1436 došlo k aktům, v nichž Vok získal od obou vládců amnestovní listiny.

## Majetek
Pravděpodobně již roku 1436 Vok Přerov i Svitavy prodal a peníze za odstoupení investoval do rožnovského a vsetínského panství. Po hradu Rožnov se uvádí poprvé 18. května 1437. Kromě toho získal Vok i manský statek olomouckého biskupství Valašské Meziříčí. Roku 1444 prodal Vok rožnovské panství a někdy v letech 1444–1447 si koupil hrad Helfštejn s příslušným zbožím, ke kterému patřilo městečko Lipník nad Bečvou, 27 vesnic a části čtyř dalších vsí. Roku 1447 koupil Vok obřanské panství s pustým hradem Obřany, tvrz a městečko Bystřice a jedenáct vsí. Roku 1452 vydal Vok pro většinu vsí helfštejnského panství odúmrť, kdy majetky mohly být děděny nejen v mužské linii.
Zápisy u moravských soudů svědčí o častých žalobách věřitelů, které byly na Voka ze Sovince dávány. Ovšem i Vok podával k soudům žaloby. Finanční situace nakonec dovedla Voka k tomu, aby své helfštejnské panství prodal. Stalo se tak roku 1467 a při této transakco je Vok ze Sovince uváděn naposledy.

## Potomstvo Voka ze Sovince
- Vok ze Sovince
  - Vok ze Sovince ml. (1453–1464)
  - Půta ze Sovince (1453–1464)
  - Ctibor ze Sovince (1464–1475)
  - Jaroslav ze Sovince (1467–1475)
  - Zikmund ze Sovince (1467–1471)

Voka ze Sovince tak přežili pouze tři synové, smrtí Jaroslava ze Sovince v roce 1475 vyhasla tato rodová větev.